# Сигнальна штора
Сигнальна штора — пристосування для візуального зв'язку на відстані прямої видимості. Застосовувалося в армії.

## Конструкція
Штора являла собою щиток з трьома клапанами виготовлений з фанери або цупкої проклеєної брезентової тканини. Клапани утримувалися у верхньому (закритому) положенні спіральними пружинами. До верхнього краю кожного клапана кріпилася загальна мотузка, з її допомогою всі клапани одночасно відкривалися і таким чином ставилися у відкрите положення.
У закритому положенні штора мала зелений колір (взимку білий), що забезпечувало її маскування на місцевості. Поле, що закривається кожним клапаном, а так само його зворотна сторона мали червоний колір.

## Спосіб застосування
При необхідності подати сигнал, сигнальник відтягував мотузку вниз, встановлюючи сигнальну штору у відкрите положення. Колір штори з захисного, перетворювався у червоний. Відкриваючи клапани на короткі та довгі проміжки часу сигналізували крапки і тире по азбуки Морзе. Сигнальна штора могла одягатися на багнет гвинтівки, для цього в її конструкції була передбачена спеціальна втулка.